# 김홍식 (1953년)
김홍식(金洪植, 1953년 4월 8일 ~ )은 대한민국의 제7대 전라남도 목포시의원이다.

## 학력
- 호남대학교 법학과 2학년 재학

## 경력
- 민주당 목포시 지방자치 특보
- 목포경찰서 생활안전협의회 상임고문
- 생활체육 목포시 족구연합회 회장
- 사랑실은 교통봉사대 고문
- 목포 부름봉사대 자문위원
- 목포 개인택시 자문위원
- 하당 방범순찰대 고문
- 하당발전 연구위원회 자문위원
- 신흥동 주민자치 위원장 역임
- NGO 미래를 여는 공동체 위원
- 한빛초등학교 운영위원장
- 법무부 보호관찰위원
- 새마을 주부독서대학 이사
- 2004.06 ~ 2006.06 제7대 전라남도 목포시의회 의원
- 제7대 전라남도 목포시의회 기획총무위원회 위원
- 제7대 전라남도 목포시의회 운영위원회 위원

## 역대 선거 결과
|  | 47.7% |

|  | 23.80% |